# Félicette
Félicette (phát âm tiếng Pháp: [fe.liː.sɛt]) là con mèo đầu tiên đã được phóng vào không gian. Nó được người Pháp phóng vào không gian ngày 18 tháng 10 năm 1963 và là con mèo duy nhất sống sót sau chuyến phi hành vũ trụ. Một con mèo thứ hai đã được phóng vào không gian vào ngày 24 tháng 10, nhưng chuyến bay thất bại và con mèo đã chết.
Félicette đã được kỷ niệm trên tem bưu chính trên toàn thế giới, và vào năm 2017, một chiến dịch tài trợ cho một đài tưởng niệm con mèo đầu tiên bay vào không gian đã được phát động.

## Những con vật bay vào không gian trước con người
Ngày 3 tháng 11 năm 1957, Liên Xô đã phóng con chó Laika lên vũ trụ trên tàu Sputnik 2. Laika là một con chó hoang ở Moskva. Tuy nó chết trong nhiệm vụ không gian, nhưng vẫn được ghi nhận là động vật đầu tiên được phóng lên vũ trụ và bay quanh Trái đất. Ngày 31 tháng 1 năm 1961, là một phần của Chương trình Mercury, chú tinh tinh Ham trở thành loài linh trưởng đầu tiên được phóng lên vũ trụ với nhiệm vụ một chuyến bay quỹ đạo thấp. Vào ngày 29 tháng 11 năm 1961, Enos trở thành con tinh tinh thứ hai và động vật linh trưởng thứ ba sau các phi hành gia Yuri Gagarin và Gherman Titov, đạt được quỹ đạo Trái đất. Nó đã bay quanh Trái đất trong 1 giờ 28 phút, sống sót sau chuyến bay và trở về.
Félicette được thử nghiệm với vai trò là con mèo đầu tiên được đưa lên vũ trụ. Các nhà khoa học Pháp đã chọn một con mèo vì họ đã có một lượng dữ liệu đáng kể về chúng.
Chương trình tên lửa của Pháp bắt đầu vào năm 1961. Căn cứ của Pháp ở Sahara trước đây đã từng phóng thử nghiệm với hành khách là ba con chuột.

## Nhiệm vụ

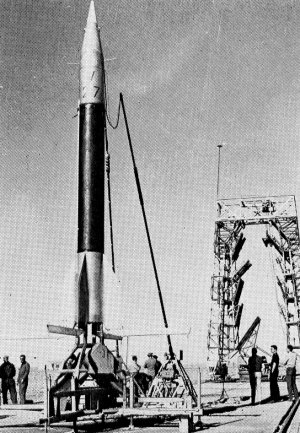
Tên lửa thử nghiệm của Pháp, loại tương tự như tên lửa mang Félicette.

Félicette là một con mèo hoang với màu lông trắng-đen, được tìm thấy trên đường phố Paris bởi một người bán thú cưng, và sau đó được chính phủ Pháp mua lại. Năm 1963, người Pháp đã huấn luyện 14 con mèo bằng cách sử dụng một số cách huấn luyện tương tự mà con người đã trải qua, như máy ly tâm tải trọng (G) cao và buồng nén áp suất. Các con vật được huấn luyện bởi Trung tâm Huấn luyện và Nghiên cứu Y học Hàng không (Centre d'Enseignement et de Recherches de Médecine Aéronautique - CERMA). Tất cả những con mèo có điện cực vĩnh cửu được phẫu thuật cấy vào não để đánh giá hoạt động thần kinh. Félicette được chọn sau khi các con mèo khác trong nhóm đều bị thừa cân vào ngày thử nghiệm. Những con mèo đã được đặt tên trước khi giới thiệu, có khả năng vì vậy các nhà khoa học sẽ không gắn bó với chúng.
Vào lúc 8:09 sáng ngày 18 tháng 10 năm 1963, Félicette được phóng lên vũ trụ từ Trung tâm Thử nghiệm thiết bị đặc biệt (Centre interarmées d'essais d'engins spéciaux) ở Algérie trên một tên lửa thừ nghiệm Véronique AGI 47 (sản xuất tại Vernon, Haute-Normandie). Véronique được chế tạo dựa trên nền tảng của dòng tên lửa Aggergate của Đức trong Thế chiến thứ hai, và được đưa đến bệ phóng vệ tinh Diamant của Pháp. AGI Veronique được phát triển cho Năm Vật lý Địa cầu Quốc tế (tiếng Pháp: Année géophysique internationale) vào năm 1957 cho nghiên cứu sinh học. Trong số 15 tên lửa AGI 47 được lắp ráp, 7 tên lửa sẽ mang theo động vật sống.
Nhiệm vụ là một chuyến bay quỹ đạo thấp, kéo dài 13 phút, đạt độ cao 152 km và bao gồm 5 phút không trọng lượng. Félicette đã hạ cánh an toàn sau khi khoang chứa được đẩy ra khỏi tên lửa và bung dù xuống Trái đất. Sau khi thử nghiệm thành công, biệt danh "astrocat" (tạm dịch là "Mèo vũ trụ") đã được đặt tên cho Félicette.

Tuy nhiên, Félicette đã bị giết hai tháng sau đó để các nhà khoa học có thể kiểm tra não của nó bằng cách mổ lấy ra các điện cực. Một con mèo thứ hai đã được phóng lên vũ trụ vào ngày 24 tháng 10, nhưng con mèo đó đã chết khi tên lửa phóng bị phát nổ.

## Di sản
Một bài viết trên Space.com vào ngày 8 tháng 11 năm 2017, viết về đóng góp của Félicette trong cuộc đua vũ trụ:
| “ | ... chắc chắn không phải là tự nguyện, nhưng đó là một cột mốc lớn đối với Pháp, nơi vừa thành lập cơ quan vũ trụ dân sự thứ ba trên thế giới (sau Hoa Kỳ và Liên Xô). Nhiệm vụ của Félicette đã giúp đưa Pháp vào cuộc đua vũ trụ. | ” |

Bài viết cũng đề cập rằng vào những năm 1960, các nhà khoa học muốn tìm hiểu việc thiếu trọng lực sẽ ảnh hưởng đến động vật như thế nào, để hiểu điều gì sẽ xảy ra với con người và "những con mèo này đã được đào tạo chuyên sâu giống như các phi hành gia của con người". Cuối cùng, Félicette đã được chọn cho nhiệm vụ so với 13 con mèo khác trong huấn luyện một phần do tính cách bình tĩnh của nó.
Năm 1997, tem bưu chính kỷ niệm Félicette và các động vật khác trong không gian đã được phát hành ở Tchad. Di sản của Félicette bị che khuất phần nào khi một số tem kỷ niệm từ các quốc gia khác nhau xác định nhầm nó là một con mèo đực tên là Félix.

### Tượng
Trong khi một số động vật không phải người khác bay vào vũ trụ được tôn vinh như những anh hùng - Tinh tinh Ham được chôn cất tại Hội trường Danh vọng Không gian Quốc tế, và chú chó Laika có một tượng đồng tại cơ sở đào tạo phi hành gia của Thành phố Ngôi Sao (tiếng Nga: Звёздный городо́к, Zvyozdny gorodok) - Félicette lại không có công trình tưởng niệm nào. Để khắc phục điều này, vào năm 2017, một chiến dịch gây quỹ cộng đồng đã được khởi đầu bởi Matthew Serge Guy để dựng lên một bức tượng Félicette bằng đồng để kỷ niệm sự đóng góp của con mèo cho khoa học. Guy cũng cho biết rằng nếu gây quỹ cộng đồng thành công, bức tượng được lên kế hoạch thiết kế bởi nhà điêu khắc Gill Parker, và sẽ được lắp đặt tại quê hương của Félicette, Paris. Một bản phác thảo sơ bộ của tượng đài mô tả một con mèo trên đầu tên lửa, và sẽ bao gồm một tấm biển có tên của các nhà tài trợ chính. Tính đến tháng 4 năm 2018, hơn 1.140 người ủng hộ đã cam kết tổng cộng 43.323 bảng cho dự án, vượt quá mục tiêu tài trợ 40.000 bảng.